# Media e propaganda nel blocco orientale

Mappa del blocco orientale

I media e propaganda nel blocco orientale erano controllati direttamente dal partito comunista. Dal 1945 al 1989-1991 i paesi dell'Europa orientale, centro-orientale e dei Balcani furono sotto regime comunista.
Mentre le attuali Ucraina, Moldavia, Bielorussia e i paesi baltici erano repubbliche socialiste sovietiche, cioè parte integrante dell'Unione Sovietica, i paesi dei Balcani e dell'Europa centro-orientale, pur essendo indipendenti, erano dipendenti politicamente ed economicamente dall'URSS a causa del Patto di Varsavia e del Comecon, invece la Jugoslavia e l'Albania, pur essendo governate da regimi comunisti, non avevano alcun legame con questo paese.
In questi paesi tutti i mass media erano sottoposti a censure.
Nel blocco orientale, lo stato possedeva e gestiva i mezzi di comunicazione di massa. Le autorità al potere vedevano i media come uno strumento di propaganda, e veniva ampiamente praticata la censura ed esercitato un controllo quasi completo sulla diffusione delle informazioni. La stampa comunista nei paesi del blocco orientale era un organo di stato. Fino alla fine del 1980, tutte le radio e le televisioni del blocco orientale erano di proprietà dello Stato (e strettamente controllato), mentre la stampa era di solito di proprietà di organizzazioni politiche, per lo più dal partito comunista locale. 
Giornali e riviste giovanili erano di proprietà di organizzazioni giovanili affiliate al partito comunista. L'organo di governo in Unione Sovietica era Gosteleradio (Государственный комитет по телевидению и радиовещанию СССР, Гостелерадио СССР), che era responsabile sia della televisione che della radio in Unione Sovietica.
Il partito comunista esercitava il controllo sui media ed era responsabile della censura. I media servivano come un'importante forma di controllo sulle informazioni e quindi della società. I governi del blocco orientale vedevano i mass media come vitali per la sopravvivenza del comunismo e quindi soffocavano concetti alternativi e critiche. La radio era inizialmente il mezzo dominante, la televisione è stata considerata di minor importanza nella lista delle priorità dei piani quinquennali degli anni 1950.
Nei paesi più vicini all'Europa occidentale si potevano ricevere la radio e le televisioni dei paesi occidentali: ad esempio nella maggior parte del territorio della Germania Est si potevano ricevere le stazioni e i canali della Germania Ovest.